# Vărădia (gmina)
Gmina Vărădia – gmina w okręgu Caraș-Severin w zachodniej Rumunii. Zamieszkuje ją 1371 osób. W skład gminy wchodzą miejscowości Vărădia i Mercina. 